# Jag nu den pärlan funnit har
Jag nu den pärlan funnit har är en psalmtext översatt till svenska av Kina-missionären Theodor Hamberg. Den engelska originaltexten författades på 1600-talet av prästen John Mason. Texten har 9 verser.

## Publicerad i
- Hemlandssånger 1891 och 1891, nr 265 under rubriken "Tron —friden".
- Svensk söndagsskolsångbok 1908 nr 68 under rubriken "Frälsing i Kristus".
- Svenska Missionsförbundets sångbok 1920 nr 65 under rubriken "Jesu person".
- Sionstoner 1935 nr 105 under rubriken "Frälsningens grund i Guds kärlek och förverkligande genom Kristus".
- Guds lov 1935 nr 333 under rubriken "Erfarenheter på trons väg".
- Sions Sånger 1951 nr 215 under avsnittet "Tillägg"-
- Sions Sånger 1981 nr 101 under rubriken "Guds nåd i Kristus".
- Lova Herren 1987 nr 384 under rubriken "Frälsningens mottagande genom tron".